# Рутог
Рутог (тиб. རུ་ཐོག་རྫོང་, Вайли: ru thog rdzong, кит. упр. 日土县Rìtǔ xiàn) — уезд в округе Нгари, Тибетский автономный район, КНР. Находится в 900 км к северо-западу от столицы Тибета — Лхаса.

## История
Уезд Рутог был образован в 1961 году.

## Административное деление
Уезд делится на 1 посёлок и 4 волости
- Посёлок Риту 日土镇
- Волость Дуома 多玛乡
- Волость Рисонг 日松乡
- Волость Жебанг 热帮乡
- Волость Донгру 东汝乡